# Stade olympique de Chambéry rugby
Pour les articles homonymes, voir Stade olympique de Chambéry.
Maillots
Actualités
Dernière mise à jour : 3 décembre 2024.
Le Stade olympique de Chambéry rugby (SOC) est la section rugby à XV du club omnisports Stade olympique de Chambéry, en Savoie.
Fondé en 1943, il évolue pour la saison 2024-2025 en Nationale et appartient à la Ligue régionale Auvergne-Rhône-Alpes de rugby.

## Historique

### 1896: les origines

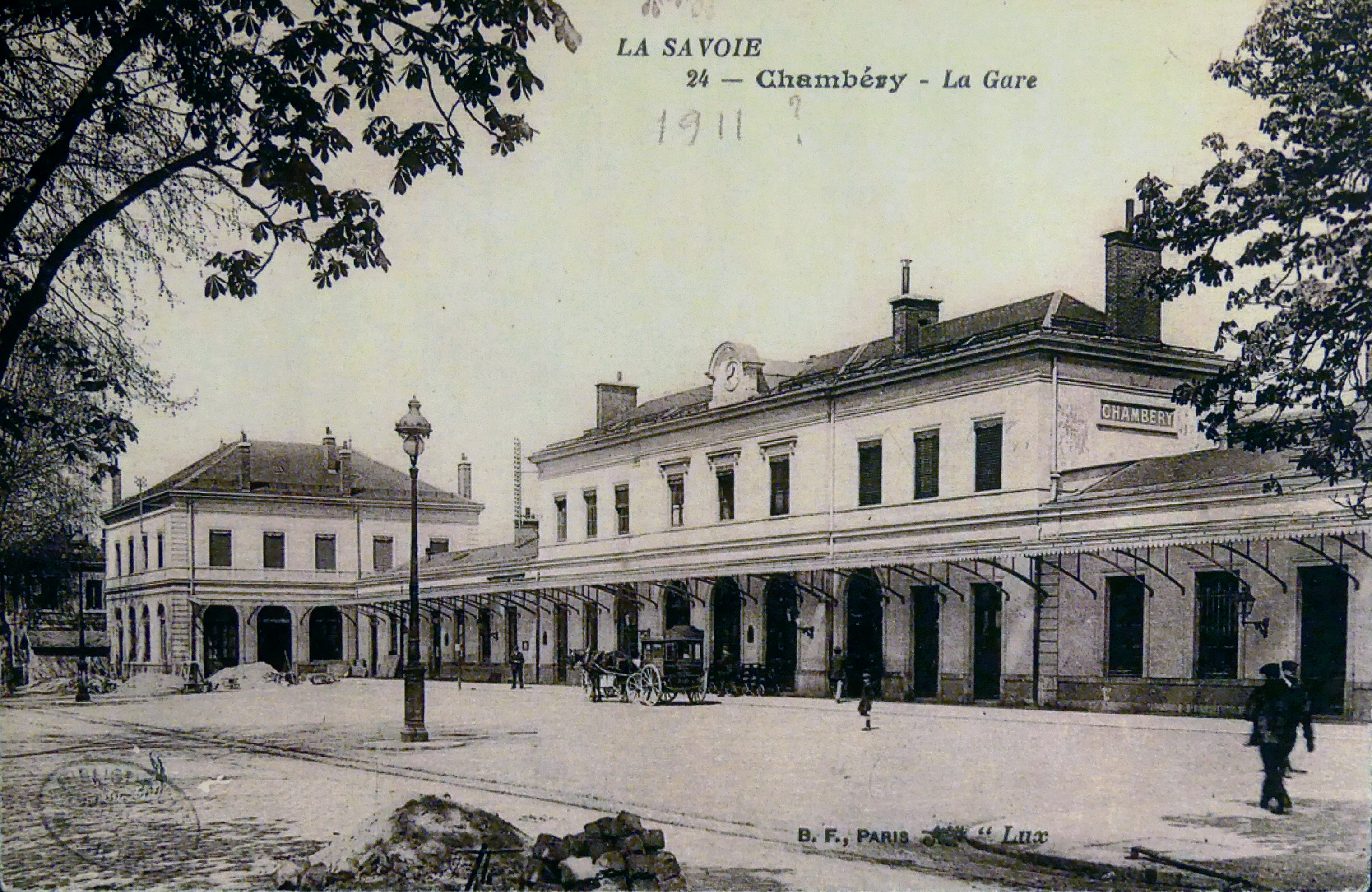
Chambéry au siècle dernier.

Le rugby débute à Chambéry en 1896 dans l'équipe du lycée sous le nom de SALC (Sport athlétique du lycée de Chambéry).
En 1898 les lycéens créent l'Union sportive chambérienne (USC), ouverte à tous.
En 1917 le club est remplacé par le Club sportif chambérien (CSC) qui naît de la fusion entre l'USC et l'Amicale sportive fondée peu avant la Première Guerre mondiale.

#### Champion de France Promotion 1933
Engagé dans les compétitions régionales, Chambéry remporte le championnat des Alpes de deuxième série en 1932 puis devient champion de France de Promotion (3e division) dès l'année suivante.
Après une vingtaine d'années passées entre la troisième et la deuxième division.

### Naissance du Stade olympique chambérien
Les autorités de Vichy obligeant les clubs sportifs à se regrouper, une nouvelle fusion est ordonnée en 1943. Le Club sportif chambérien sert de base au nouveau club, baptisé Stade olympique chambérien.

#### Vice-champion de France de honneur 1947
Chambéry est finaliste du championnat de France honneur en 1947, battu 5-3 en finale par le FC Auch.
Malgré cette place de finaliste, Chambéry n'est pas promu en première division.
Il doit disputer une poule de brassage où seuls les deux premiers sont qualifiés et ne termine que troisième.
En coupe de France, Chambéry atteint les huitièmes de finale, éliminé par forfait contre le Stade toulousain.
Le club joue donc encore en honneur (devenu deuxième division) entre 1948 et 1954.

#### Champion de France Excellence 1954
Le club remporte le championnat de deuxième division en 1954 contre l'US Bellegarde-Coupy mais n’accède pas à la première division.

#### Champion de France de deuxième division 1956
Le club remporte le championnat de deuxième division en 1956 contre Saint-Girons et accède pour la première fois de son histoire à l'élite.

### Trente ans en première division (1956-1986)
Chambéry devient rapidement une place forte du rugby français au début des années 1960.

#### Vainqueur du challenge de l’Espérance 1960
Chambéry remporte tout d'abord le challenge de l’Espérance en 1960 tout en atteignant les quarts de finale du Championnat, éliminé par le FC Lourdes, futur champion de France.

#### Demi-finaliste du championnat 1961
L'année suivante, Chambéry termine en tête de sa poule et troisième club au niveau national en Championnat avec douze victoires, un nul et une défaite puis atteint les demi-finales sous la direction de son capitaine Georges Cassagneau.
Il est battu 11-5 face à l'US Dax après avoir éliminé Mazamet 19-3 en quart.
La même année, Chambéry perd son titre en Challenge de l'espérance, battu en finale par Graulhet.
En 1962, Chambéry termine quatrième de sa poule de Championnat derrière Graulhet, premier et Montauban, second et Grenoble, troisième
puis est éliminé dès les seizièmes de finale par le Racing CF 5-3.
Cette année là, Chambéry est admis à disputer le prestigieux Challenge Yves du Manoir.
Pour sa première participation, Chambéry termine quatrième de son groupe et ne voit pas les quarts de finale.
Deuxième de sa poule derrière Périgueux en 1963, Chambéry dispute un dernier quart de finale de Championnat en 1963, perdu de justesse 6-5 contre Dax.
En Challenge, Chambéry manque de peu la qualification, éliminé par Agen au nombre d'essais.
L'année suivante, Chambéry rentre dans le rang et manque la qualification tant en Championnat qu'en Challenge.

#### La rentrée dans le rang
Mais le club rentre ensuite rapidement dans le rang ne parvenant plus qu’à disputer deux seizièmes de finale de Championnat en 1969 et en 1972.
Dans le même temps, Chambéry n'arrive pas à se qualifier en Challenge.
En 1973, Chambéry 53e club seulement au niveau national est relégué dans le groupe B d'une première division séparé en deux groupes de 32 clubs.
D'autres part, Chambéry qui a participé aux 12 dernières éditions du Challenge Yves du Manoir mais qui a terminé dernier de son groupe lors des deux dernières éditions n'est plus invité à disputer ce prestigieux trophée.
L'année suivante, en 1974, Chambéry remonte alors que le Championnat est de nouveau disputé par 64 clubs.
En 1975, il se maintient de justesse dans l'élite qui est réduite de 64 à 40 clubs pour un point devant le Castres olympique, grâce notamment à une victoire 10-9 contre le RC Toulon du deuxième ligne international Alain Guilbert lors de l'avant-dernière journée.
Chambéry est relégué en 1976 puis remonte en 1977. Alors que le club est issu du groupe B, il se qualifie pour les seizièmes de finale aller-retour avec les clubs du groupe A mais est largement battu par Nice.
Après un an en groupe A en 1978, le club redescend malgré une victoire de prestige contre le Stade toulousain du troisième ligne international Jean-Claude Skrela.
En 1979, Chambéry ne parvient pas à remonter, troisième de sa poule derrière Périgueux et Castelsarrasin.

#### Champion de France groupe B 1980
Il remporte la première édition du championnat de France de 1re division groupe B en 1980 après avoir battu Albi 21-18 en demi et Angoulême 21-9 en finale.
À l'issue de cette saison ponctuée par une remontée en groupe A, Gilbert Brunat quitte le club pour le FC Lourdes avec qui il remportera le Challenge Yves du Manoir.
Il remontera donc en groupe A en 1981 mais est relégué après avoir terminé dernier de sa poule avec un bilan de trois victoires et quinze défaites.
En fin de saison, l'ouvreur Jean-Michel Faucher quitte le club pour Aix les bains.
Chambéry passera ensuite cinq saisons en groupe B jusqu’en 1986 où il descend en deuxième division.
En ballottage avec le Lyon OU lors de la dernière journée, Chambéry est relégué à cause d’une courte défaite à Châteaurenard 16-12.
Hervé Chaffardon quitte alors le club pour le FC Grenoble où replacé plus tard au poste de troisième ligne aile, Jacques Fouroux en fera le capitaine des célèbres Mammouths de Grenoble.

### Entre Fédérale 1 et Fédérale 2 (1987-2020)
Le club retrouve la première division groupe B pour une saison en 1990.
Relégué après une dernière défaite à domicile contre Albi 21-20, il retrouve la deuxième division pour les deux années suivantes.
Puis il remonte en 1993 en groupe B2 malgré une défaite en demi-finale contre Céret.
Chambéry restera ensuite en groupe B jusqu’en 1998 puis il descend en deuxième division, la quatrième niveau hiérarchique du rugby français.
Il remonte l’année suivante avant d’être relégué administrativement en 2003.
Il remonte de nouveau immédiatement participant même aux playoffs en 2007 mais est de nouveau relégué en 2008 pour remonter un an en 2010 avant de passer trois saisons consécutives en Fédérale 2.

#### Champion de France de Fédérale 2 2013
Le SOC évolue en Fédérale 1 après avoir été sacré champion de France de 2e division fédérale en 2013.

#### Vainqueur du Trophée Jean-Prat 2016
Le club remporte le trophée Jean Prat en 2016.
Les chambériens échoueront à deux reprises à monter en Pro D2, une première fois en perdant en demi-finale en 2015 contre le Pays d'Aix RC, et une seconde fois en perdant la finale d'accession contre l'USON Nevers en 2017.
Dès lors, le SOC entame une nouvelle politique, qui doit conduire le club en Pro D2, à long terme.

### Intégration au championnat de France Nationale 2020
Lors de la saison 2020-2021, le SOC intègre le nouveau championnat de France de Nationale.
Quatorze clubs dont le SOC sont ainsi retenus pour la première édition.
Brice Mach, ancien talonneur international est recruté comme entraîneur des avants, remplaçant ainsi Michel Ringeval qui devient conseiller sportif.
Pour la saison 2021-2022 Cyril Villain présent dans le staff du FC Grenoble avec les internationaux Fabrice Landreau, Bernard Jackman en Top 14 et de Stéphane Glas en Top 14 et Pro D2 retourne au club pour devenir manager et remplacer Antoine Nicoud partant à la Section paloise.
Chambéry commence bien la saison et prend la tête du championnat avant finalement de terminer cinquième.
Le SOC est éliminé en barrage (39-30), à l'extérieur face au SC Albi.

## Historique des saisons
- saison 2012-2013 en Fédérale 2, champion de France, promu en Fédérale 1.
- saison 2013-2014 en Fédérale 1, 6e de la poule 2.
- saison 2014-2015 en Fédérale 1, demi finaliste du championnat.
- saison 2015-2016 en Fédérale 1, vainqueur du Trophée Jean Prat .
- saison 2016-2017 en Fédérale 1, 7e de la poule d'accession.
- saison 2017-2018 en Fédérale 1, 5e de la poule d'accession.
- saison 2018-2019 en Fédérale 1, demi-finaliste du Challenge Yves du Manoir.
- saison 2019-2020 en Fédérale 1, la Fédérale 1 est interrompue fin mars 2020 à cause de la pandémie de Covid-19 en France[15],[16].
- saison 2020-2021 en Nationale, termine 12e sur 14.
- saison 2021-2022 en Nationale, termine 5e sur 14.
- saison 2022-2023 en Nationale, termine 9e sur 14.
- saison 2023-2024 en Nationale, termine 6e sur 14.
- saison 2024-2025 en Nationale, termine 1er sur 14.

## Identité visuelle

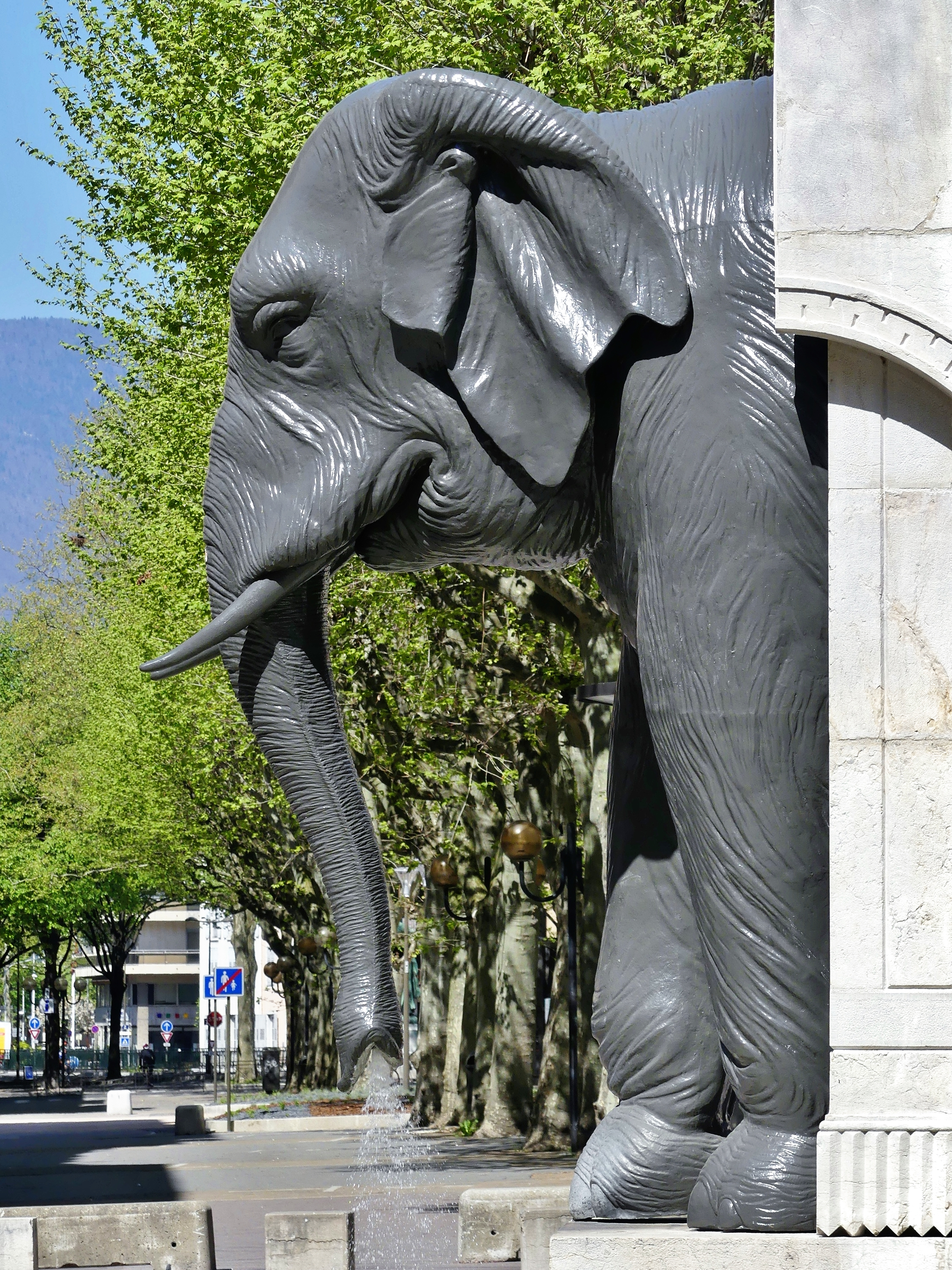
La Fontaine des éléphants l'un des plus célèbres monuments de la ville.
Le blason historique de la Savoie.

### Couleurs et maillots
À domicile, le SOC porte un maillot noir et jaune. Lors des matchs à l'extérieur, les Chambériens jouent avec un maillot aux couleurs de la Savoie : rouge et blanc.
Après Canterbury, Kappa et Gilbert, c'est l'équipementier Erreà qui dote les équipes du SOC.

### Logo

Évolution du logo
Ancien logo.
Ancien logo.
Ancien logo.
Ancien logo abandonné en 2019.
Logo depuis 2019.

## Palmarès

### Détail du palmarès
Le tableau suivant récapitule les performances du club :
- titres de champion et finales ainsi que les meilleures performances dans les compétitions.

| Compétitions nationales | Compétitions de jeunes |
| --- | --- |
| Championnat de France de 1ère division - Meilleure performance : demi-finaliste en 1961 Championnat de France de groupe B - Champion (1) : 1980 Championnat de France de 2e division - Champion (2) : 1954, 1956 Championnat de France de Nationale - Finaliste (1) : 2025 Trophée Jean Prat - Vainqueur (1) : 2016 Championnat de France de Fédérale 2 - Champion (1) : 2013 - Finaliste (1) : 1960 Challenge de l'Espérance - Vainqueur (1) : 1960 - Finaliste (1) : 1961 Challenge de l'Amitié - Vainqueur (1) : 1999 - Finaliste (1) : 1992 Challenge Latestaire - Vainqueur (2) : 2006, 2007 | Championnat de France Belascain - Champion (1) : 2016 - Finaliste (1) : 2015 Championnat de France Balandrade - Finaliste (1) : 2015 Championnat des Alpes Balandrade - Champion (2) : 2012, 2013 Championnat des Alpes Teulière A - Finaliste (1) : 2018 Challenge Sud-Est Balandrade - Champion (1) : 2013 |

Club sportif chambérien :
- Championnat de France de 3e division
  - Champion (1) : 1933

### Finales disputées
| Compétition                                    | Date de la finale | Vainqueur         | Score              | Finaliste           | Lieu de la finale                        |
| ---------------------------------------------- | ----------------- | ----------------- | ------------------ | ------------------- | ---------------------------------------- |
| Championnat de France de 2e division           | 13 avril 1947     | FC Auch           | 5 - 0              | SO Chambéry         | Stade Aimé-Giral, Perpignan              |
| Championnat de France de 2e division           | 23 mai 1954       | SO Chambéry       | 14 - 6             | US Bellegarde-Coupy | Stade Lesdiguières, Grenoble             |
| Championnat de France de 2e division           | 27 juin 1956      | SO Chambéry       | 6 - 3              | Saint-Girons SC     | Stade de Saint-Ruf, Avignon              |
| Challenge de l'Espérance                       | 15 mai 1960       | SO Chambéry       | 12 - 9             | Cahors Rugby        | Stade des Ponts-Jumeaux, Toulouse        |
| Challenge de l'Espérance                       | 1961              | SC Graulhet       | 17 - 4             | SO Chambéry         |                                          |
| Championnat de France de 1re division groupe B | 11 mai 1980       | SO Chambéry       | 21 - 9             | SC Angoulême        | Stade Marcel-Michelin, Clermont-Ferrand  |
| Challenge de l'Amitié                          | 1992              | Lyon OU           | 41 - 24            | SO Chambéry         |                                          |
| Challenge de l'Amitié                          | 22 mai 1999       | SO Chambéry       | 28 - 17            | SC Tulle            |                                          |
| Championnat de France de 2e division fédérale  | 10 juin 2013      | SO Chambéry       | 6 - 6 (t-a-b, 7-6) | SA Mauléon          | Stade de la Méditerranée, Béziers        |
| Trophée Jean Prat                              | 12 juin 2016      | SO Chambéry       | 34 -27             | Avenir Valencien    | Stade de la Méditerranée, Béziers        |
| Championnat de France de Nationale             | 17 mai 2025       | US Carcassonne    | 24-23              | SO Chambéry         | Parc des sports et de l'amitié, Narbonne |
| Barrages d'accession en Pro D2                 | 1er juin 2025     | Stade aurillacois | 45-15              | SO Chambéry         | Chambéry Savoie Stadium, Chambéry        |

| Compétition                          | Date de la finale | Vainqueur               | Score | Finaliste | Lieu de la finale          |
| ------------------------------------ | ----------------- | ----------------------- | ----- | --------- | -------------------------- |
| Championnat de France de 3e division | 23 avril 1933     | Club sportif chambérien | 12-3  | FCY Rugby | Stade Jean-Brivot, Bourges |

## Personnalités du club

### Présidents
- Paul Meunier
- Yves Garçon

### Entraîneurs
- Pierre Conquet
- Pierre Touillon
- 1989-1990 :  Patrick Bernard et  Yves Lemercier
- 1996-1997 :  Philippe Bonnet-Gros
- 1998-1999 :  Pierre Coulon et  Gérard Bontron
- 1999-2001 :  Claude Rastello et  Gérard Bontron
- 2001-2002 :  Philippe Meunier et  Éric Ferruit
- 2002-2003 :  Philippe Meunier et  Michel Bernardin
- 2004-2004 :  Philippe Meunier
- 2004-2005 :  Philippe Meunier et  Christian Genton
- 2005-2007 :  Philippe Meunier et  Sylvain Bégon
- 2007-2008 :  Philippe Meunier et  Laurent Hairabetian
- 2008-2010 :  Cyril Villain et  Laurent Chomette
- 2010-2017 :  Michel Ringeval[18] et  Cyril Villain
- 2017-2019 :  Michel Ringeval et  Benjamin Bagate[19]
- 2019-2020 :  Michel Ringeval et  Antoine Nicoud
- 2020-2021 :  Antoine Nicoud et  Brice Mach[20]
- 2021-2022 :  Cyril Villain,  David Mélé et  Julien Brugnaut
- 2022-2024 :  Cyril Villain,  Horacio San Martín (en) et  Juan Pablo Orlandi
- 2024- :  Cyril Villain,  Horacio San Martín (en) et  Jonathan Garcia[21]

### Joueurs emblématiques
- Hubert Marty
- Pierre Elhombre
- Roger Charvet
- Alexandre Mognol
- Georges Cambres
- Bernard Latestaire
- Georges Despaux
- Bernard Duviq
- Gilbert Brunat
- Gérard Cressens
- Claude Allemand
- Hervé Chaffardon[22]
- Thierry Picard
- Franz Jolmès
- Hervé Roche
- Alain Berthet
- Denis Simiand
- Yves Porraz
- Philippe Theleme
- Fabien Magnan
- Cyril Lafuye
- Brice Monzeglio
- Damien Vicente
- Arnaud Bazin
- Xavier Cambres
- Frédéric Vélo[23]
- Jérémy Boyadjis
- Sébastien Pochon
- Kevin Zhakata
- Baptiste Bruncher
- Lionel Pégoud
- Pascal Peyron
- Jérôme Filitoga-Taofifénua
- Aurélien Callandret
- Steeve Blanc-Mappaz
- Jérôme Rey
- Aurélien Azar

- Juan Manuel Mangione

- Frédéric Boyadjian

- Mathieu Belie
- Joaquin Dominguez

- Masi Matadigo
- Mosese Ratuvou
- Ben Neiceru
- Vereniki Goneva

- Gregori Labadze

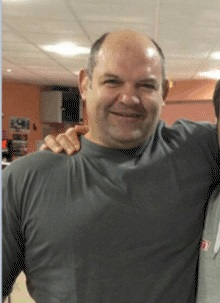
Arnaud Bazin
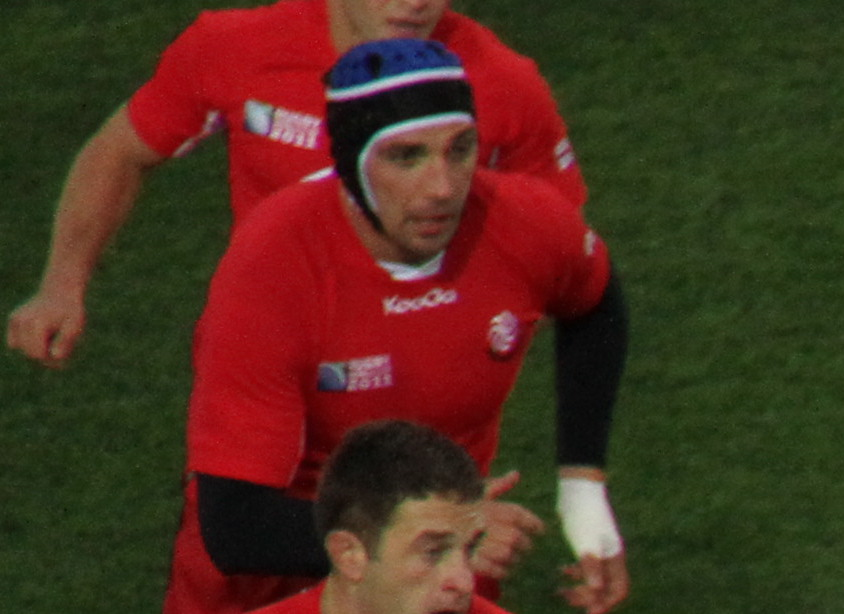
Ilia Zedguinidze
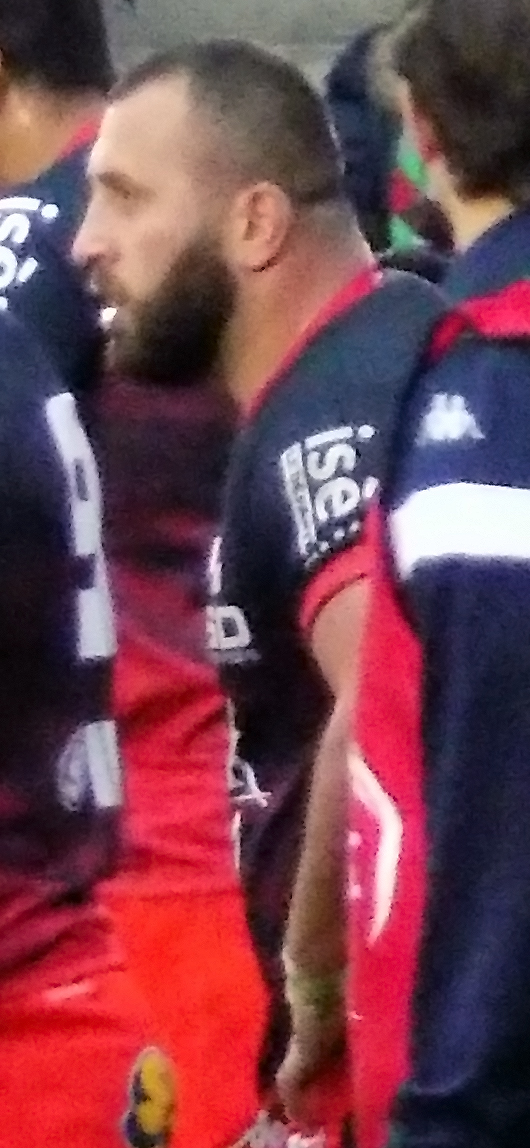
Beka Bitsadze
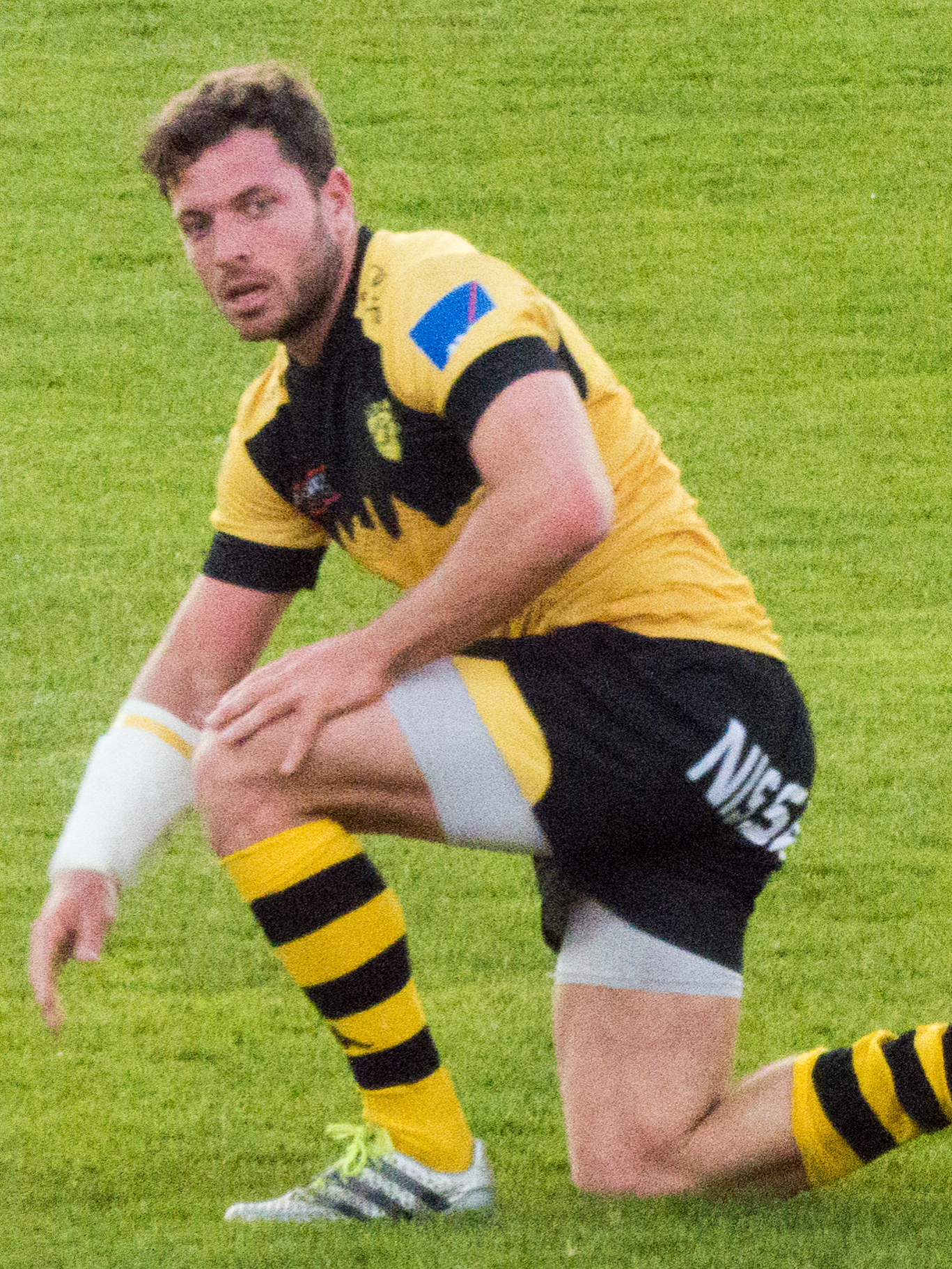
Felipe Berchesi
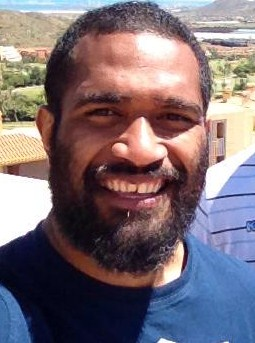
Masi Matadigo
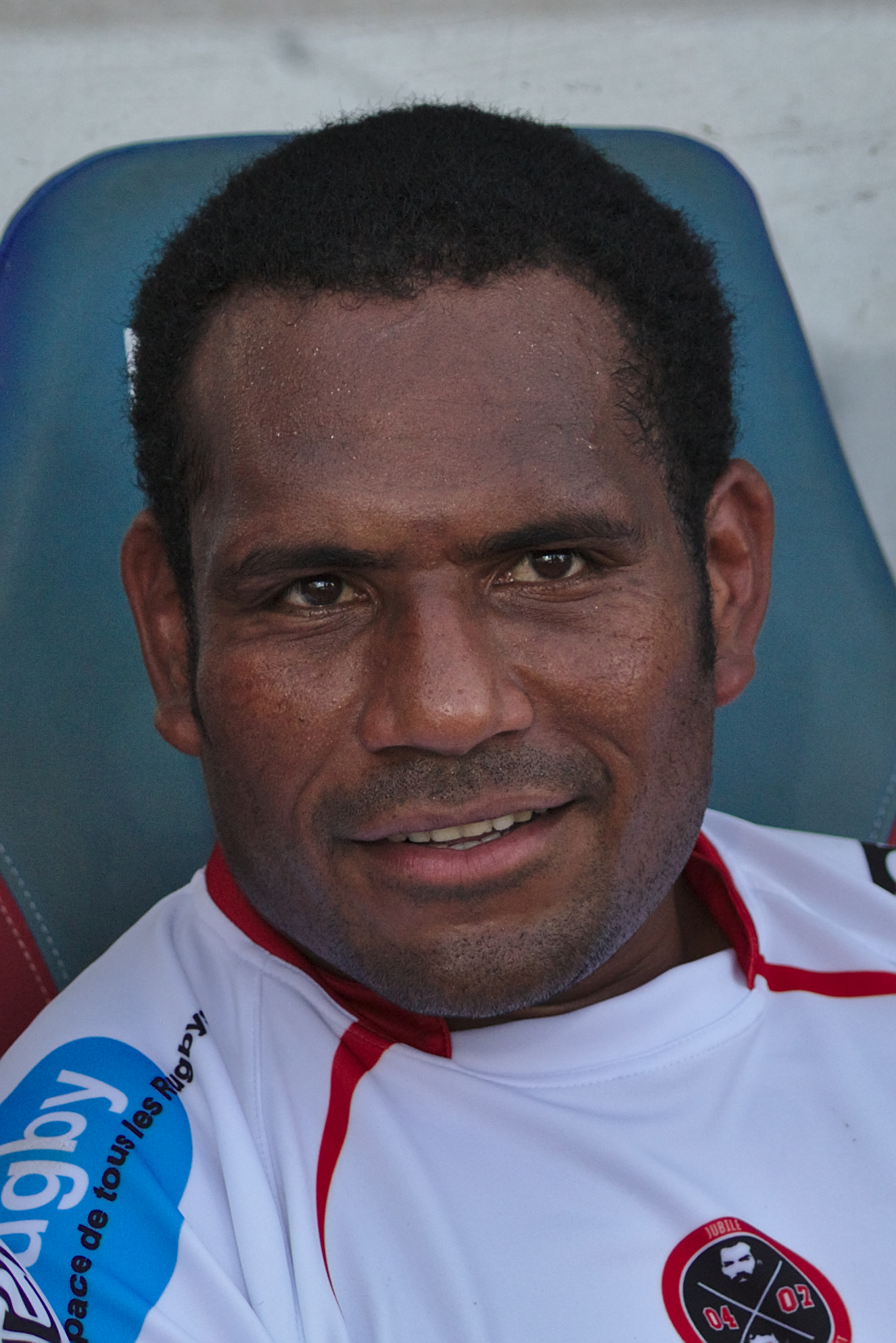
Mosese Ratuvou
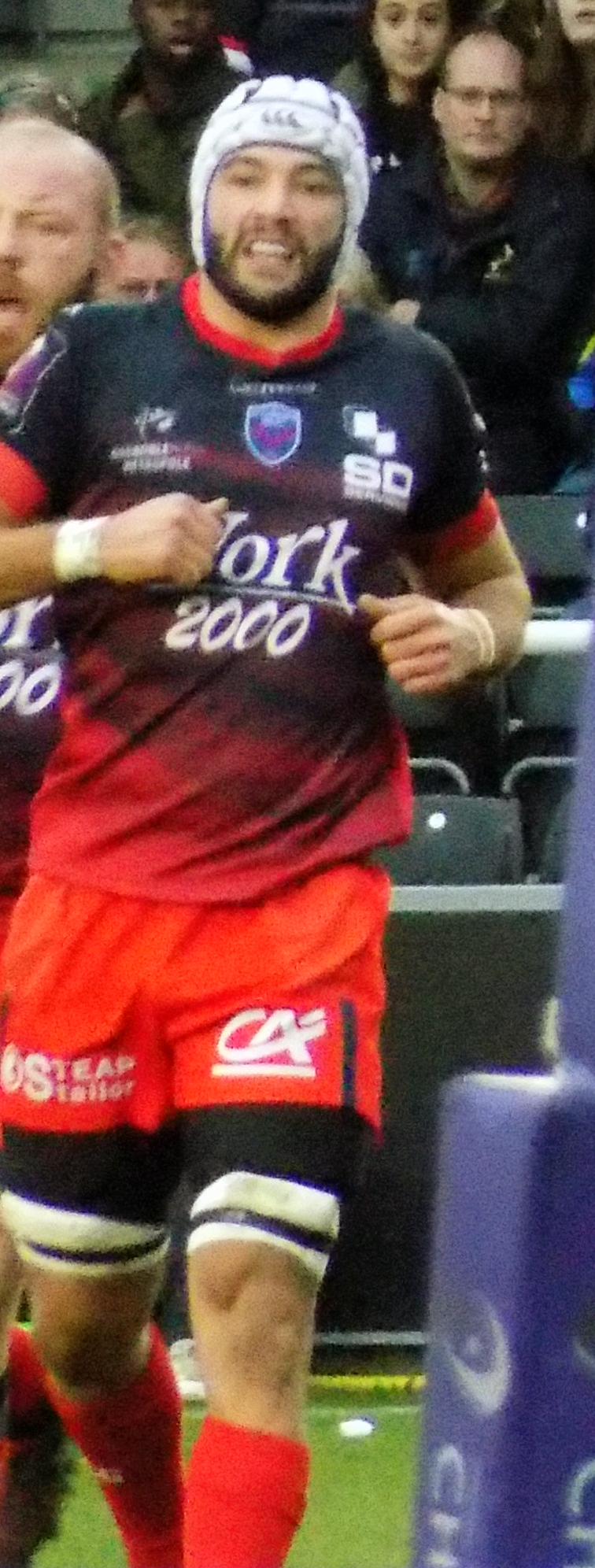
Steeve Blanc-Mappaz
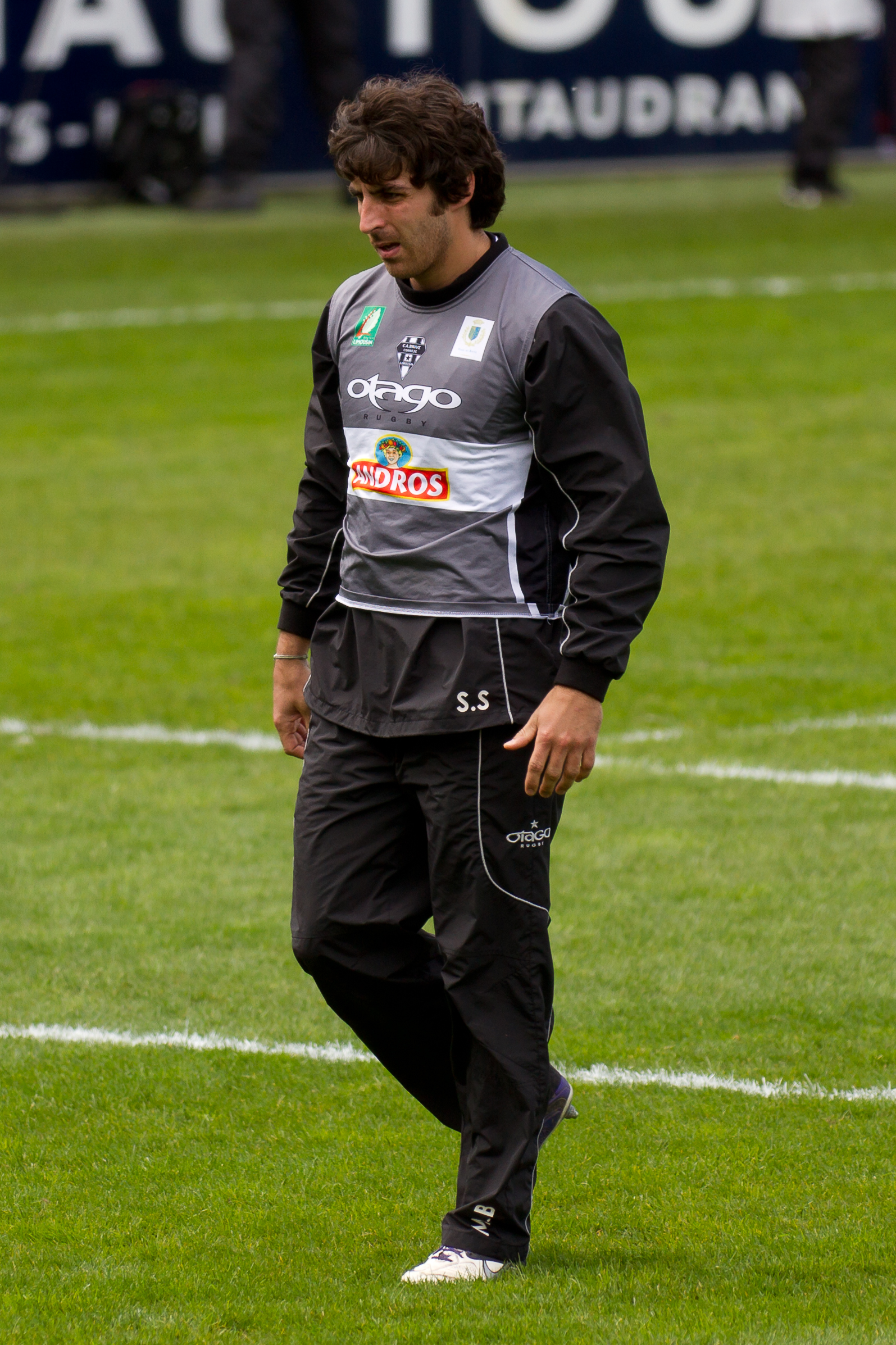
Mathieu Belie
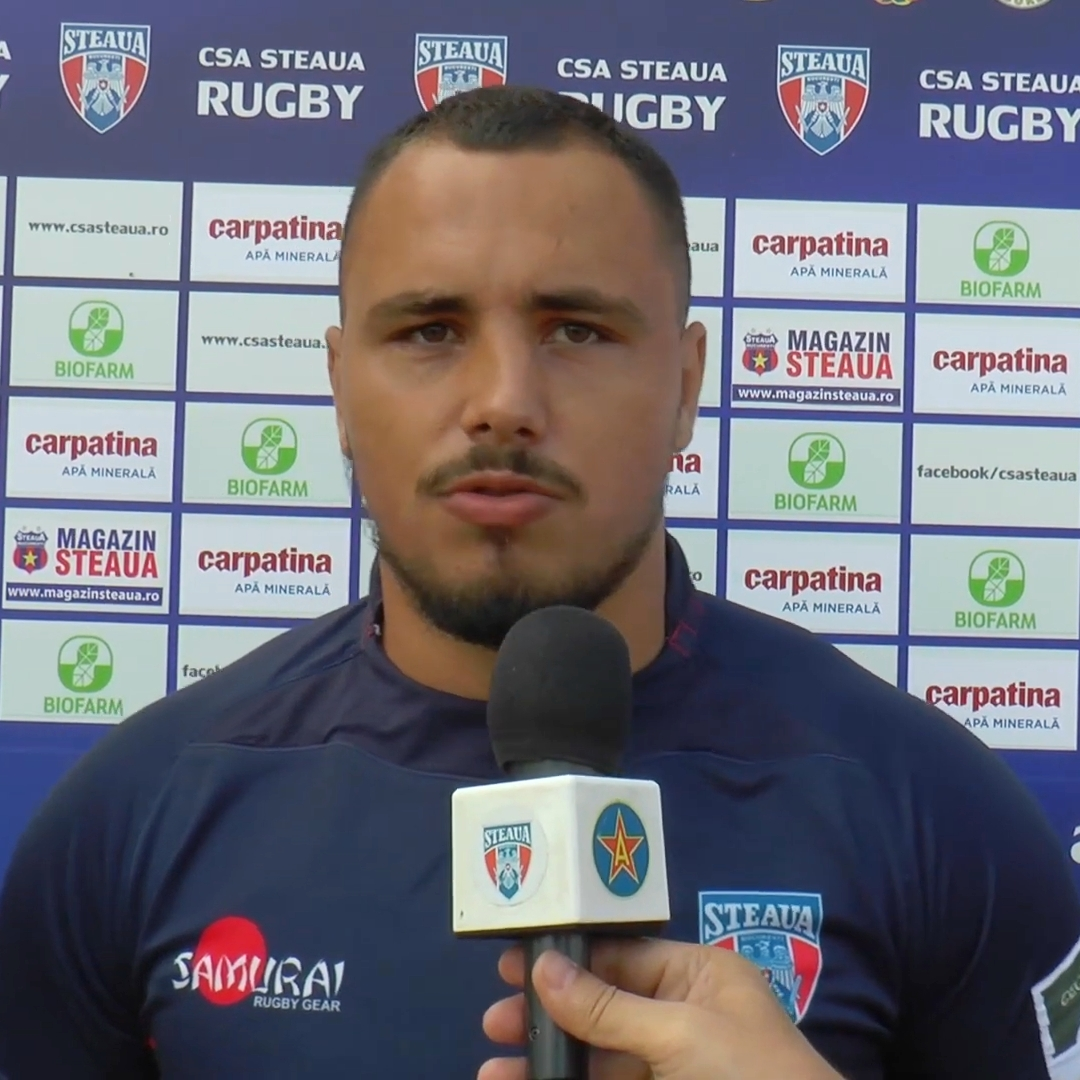
Alexandru Savin
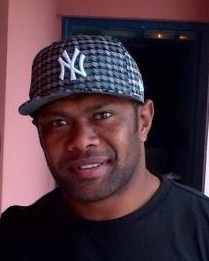
Vereniki Goneva

- Beka Gigashvili
- Soso Bekoshvili
- Giorgi Pertaïa

- András Bárdos

- Louis Esposito

- Daryl Williams (en)

- Alexandru Savin (en)
- Danie de Beer
- Ben Venter
- Justin Phillips
- Jean-Luc Cilliers
- Danré Gerber
- Wandile Mjekevu

- Lukas Rapant
- Roman Šuster
- Ondrej Kutil

- Manu Ahotaeiloa

- Felipe Berchesi

- Cleopas Kundiona

- Arnaud Bazin
- Ilia Zedguinidze
- Beka Gigashvili
- Felipe Berchesi
- Masi Matadigo
- Mosese Ratuvou
- Steeve Blanc-Mappaz
- Mathieu Belie
- Alexandru Savin
- Vereniki Goneva

### Effectif
Effectif du SO Chambéry 2024-2025
Pilier
- Baptiste Collet
- Enzo Ségui
- Gela Murusidze
- Lasha Tabidze
- Nugzar Somkhishvili
- Osman Dimen

Talonneur
- Quentin Beaudaux
- Yan Tabarot

Deuxième ligne
- Ahmed Kane
- Corentin Astier
- Fabien Witz
- Taniela Matakaiongo

Troisième ligne
- Colin Lebian
- Jean-Baptiste Grenod
- Mathéo Triki
- Pierre-Nicolas Dance
- Tui Uru

Demi de mêlée
- Aubin Eymeri
- Matéo Guerret
- Sonatane Takulua

Demi d'ouverture
- Arwel Robson (en)
- Joseph Exshaw
- Thibaut Moréno

Centre
- Bastien Reymond
- Emmanuel Vaitulukina
- Maewen Sao
- Mickaël Blanc
- Youenn Floch

Ailier
- Arthur Nennig
- Paul Altier (en)
- Va'a Apelu Maliko (en)

Arrière
- Enzo Marzocca
- Thomas Hecquet

## Structures

### Chambéry Savoie Stadium
Après plusieurs saisons disputées au stade Mager, le SOC joue à partir de la saison 2023-2024 l'ensemble de ses matchs de championnat au stade municipal de la ville, le Chambéry Savoie Stadium.
Il dispose de 5 000 places.